# Tour de France 2013.
Tour de France 2013. bio je 100. izdanje najpoznatije biciklističke utrke na svijetu. Utrka je startala 29. lipnja 213 km dugom etapom od Porto-Vecchia do Bastie, a zaključena je ceremonijalnom etapom koja je završila u Parizu na Elizejskim poljanama 21. srpnja. U utrci su sudjelovala 22 tima. Ukupni pobjednik utrke bio je Britanac Chris Froome, drugi je bio Kolumbijac Nairo Quintana, a treći Španjolac Joaquim Rodríguez.
Njemački sprinter Marcel Kittel bio je prvi vozač u utrci koji je nosio žutu majicu. Kittel je majicu izgubio sljedećeg dana kada je vodstvo preuzeo Jan Bakelants. Nakon njega vodeći u utrci je bio Australac Simon Gerrans nakon što je njegov tim (Orica-GreenEDGE) pobijedio u timskom kronometru. Gerrans je vodstvo prepustio svom timskom kolegi, Darylu Impeyu. Chris Froome preuzeo je vodstvo u utrci nakon 8. etape koja je imala cilj na vrhu Ax 3 Domaines. Froome nakon toga nije ispuštao vodstvo sve do kraja utrke u Parizu.
Froome je tako postao drugi uzastopni britanski biciklist koji je pobijedio na Tour de Franceu nakon Bradleya Wigginsa, koji je to napravio godinu ranije. Kao najbolji brdski vozač na kraju je slavio Nairo Quintana, a on je bio i najbolji mladi vozač (do 26 godina). Najbolji sprinter bio je Peter Sagan, a najbolji tim Saxo-Tinkoff.

## Timovi
Svih 19 timova koji imaju UCI ProTeam licencu bili su obavezni sudjelovati u ovoj utrci. Osim njih, sudjelovala su i 3 Pro-kontinentalna tima koji su dobili pozivnicu organizatora.
- Ag2r-La Mondiale
- Astana
- Argos-Shimano
- Belkin Pro Cycling
- BMC
- Cannondale
- Cofidis†
- Euskaltel-Euskadi
- Lampre-Merida
- Garmin-Sharp
- Lotto-Belisol
- FDJ.fr
- Movistar Team
- Team Europcar†
- Team Sky
- Omega Pharma-Quick Step
- Orica-GreenEDGE
- RadioShack-Leopard
- Sojasun†
- Kaćuša
- Team Saxo-Tinkoff
- Vacansoleil-DCM

†: Pozvani Pro-kontinentalni timovi

## Etape
| Etapa | Datum      | Start-cilj etape                     | Duljina      | Tip          | Tip                   | Pobjednik         |              |
| ----- | ---------- | ------------------------------------ | ------------ | ------------ | --------------------- | ----------------- | ------------ |
| 1     | 29. lipnja | Porto-Vecchio – Bastia               | 213 km       |              | Ravna etapa           | Marcel Kittel     |              |
| 2     | 30. lipnja | Bastia – Ajaccio                     | 156 km       |              | Umjereno-brdska etapa | Jan Bakelants     |              |
| 3     | 1. srpnja  | Ajaccio – Calvi                      | 145,5 km     |              | Umjereno-brdska etapa | Simon Gerrans     |              |
| 4     | 2. srpnja  | Nice – Nice                          | 25 km        |              | Timski kronometar     | Orica-GreenEDGE   |              |
| 5     | 3. srpnja  | Cagnes-sur-Mer – Marseille           | 228,5 km     |              | Ravna etapa           | Mark Cavendish    |              |
| 6     | 4. srpnja  | Aix-en-Provence – Montpellier        | 176,5 km     |              | Ravna etapa           | André Greipel     |              |
| 7     | 5. srpnja  | Montpellier – Albi                   | 205,5 km     |              | Ravna etapa           | Peter Sagan       |              |
| 8     | 6. srpnja  | Castres – Ax 3 Domaines              | 195 km       |              | Brdska etapa          | Chris Froome      |              |
| 9     | 7. srpnja  | Saint-Girons – Bagnères-de-Bigorre   | 168,5 km     |              | Brdska etapa          | Daniel Martin     |              |
|       | 8. srpnja  | Slobodan dan                         | Slobodan dan | Slobodan dan | Slobodan dan          | Slobodan dan      | Slobodan dan |
| 10    | 9. srpnja  | Saint-Gildas-des-Bois – Saint-Malo   | 197 km       |              | Ravna etapa           | Marcel Kittel     |              |
| 11    | 10. srpnja | Avranches – Mont Saint-Michel        | 33 km        |              | Indiv. kronometar     | Tony Martin       |              |
| 12    | 11. srpnja | Fougères – Tours                     | 218 km       |              | Ravna etapa           | Marcel Kittel     |              |
| 13    | 12. srpnja | Tours – Saint-Amand-Montrond         | 173 km       |              | Ravna etapa           | Mark Cavendish    |              |
| 14    | 13. srpnja | Saint-Pourçain-sur-Sioule – Lyon     | 191 km       |              | Umjereno-brdska etapa | Matteo Trentin    |              |
| 15    | 14. srpnja | Givors – Mont Ventoux                | 242,5 km     |              | Brdska etapa          | Chris Froome      |              |
|       | 15. srpnja | Slobodan dan                         | Slobodan dan | Slobodan dan | Slobodan dan          | Slobodan dan      | Slobodan dan |
| 16    | 16. srpnja | Vaison-la-Romaine – Gap              | 168 km       |              | Brdska etapa          | Rui Costa         |              |
| 17    | 17. srpnja | Embrun – Chorges                     | 32 km        |              | Indiv. kronometar     | Chris Froome      |              |
| 18    | 18. srpnja | Gap – Alpe d'Huez                    | 172,5 km     |              | Brdska etapa          | Christophe Riblon |              |
| 19    | 19. srpnja | Le Bourg-d'Oisans – Le Grand-Bornand | 204,5 km     |              | Brdska etapa          | Rui Costa         |              |
| 20    | 20. srpnja | Annecy – Mont Semnoz                 | 125 km       |              | Brdska etapa          | Nairo Quintana    |              |
| 21    | 21. srpnja | Versailles – Paris                   | 133,5 km     |              | Ravna etapa           | Marcel Kittel     |              |

## Konačni rezultati
|     | Vozač              | Tim                | Vrijeme     |  |
| --- | ------------------ | ------------------ | ----------- |  |
| 1.  | Chris Froome       | Team Sky           | 83h 56' 40" |  |
| 2.  | Nairo Quintana     | Moviestar Team     | + 4' 20"    |  |
| 3.  | Joaquim Rodríguez  | Kaćuša             | + 5' 04"    |  |
| 4.  | Alberto Contador   | Team Saxo-Tinkoff  | + 6' 27"    |  |
| 5.  | Roman Kreuziger    | Team Saxo-Tinkoff  | + 7' 27"    |  |
| 6.  | Bauke Mollema      | Belkin Pro Cycling | + 11' 42"   |  |
| 7.  | Jakob Fuglsang     | Astana             | + 12' 17"   |  |
| 8.  | Alejandro Valverde | Moviestar Team     | + 15' 26"   |  |
| 9.  | Daniel Navarro     | Cofidis            | + 15' 52"   |  |
| 10. | Andrew Talansky    | Garmin-Sharp       | + 17' 39"   |  |

|     | Vozač               | Tim                     | Bodovi |  |
| --- | ------------------- | ----------------------- | ------ |  |
| 1.  | Peter Sagan         | Cannondale              | 409    |  |
| 2.  | Mark Cavendish      | Omega Pharma-Quick Step | 312    |  |
| 3.  | André Greipel       | Lotto-Belisol           | 267    |  |
| 4.  | Marcel Kittel       | Argos-Shimano           | 222    |  |
| 5.  | Alexander Kristoff  | Kaćuša                  | 177    |  |
| 6.  | Juan Antonio Flecha | Vacansoleil-DCM         | 163    |  |
| 7.  | José Joaquín Rojas  | Movistar Team           | 156    |  |
| 8.  | Michał Kwiatkowski  | Omega Pharma-Quick Step | 110    |  |
| 9.  | Chris Froome        | Team Sky                | 107    |  |
| 10. | Christophe Riblon   | Ag2r-La Mondiale        | 104    |  |

|     | Vozač              | Tim               | Bodovi |  |
| --- | ------------------ | ----------------- | ------ |  |
| 1.  | Nairo Quintana     | Moviestar Team    | 147    |  |
| 2.  | Chris Froome       | Team Sky          | 136    |  |
| 3.  | Pierre Rolland     | Team Europcar     | 119    |  |
| 4.  | Joaquim Rodríguez  | Kaćuša            | 99     |  |
| 5.  | Christophe Riblon  | Ag2r-La Mondiale  | 98     |  |
| 6.  | Mikel Nieve        | Euskaltel-Euskadi | 98     |  |
| 7.  | Moreno Moser       | Cannondale        | 72     |  |
| 8.  | Richie Porte       | Team Sky          | 72     |  |
| 9.  | Ryder Hesjedal     | Garmin-Sharp      | 64     |  |
| 10. | Tejay van Garderen | BMC Racing Team   | 63     |  |

|     | Vozač              | Tim                     | Vrijeme      |  |
| --- | ------------------ | ----------------------- | ------------ |  |
| 1.  | Nairo Quintana     | Moviestar Team          | 84h 01' 00"  |  |
| 2.  | Andrew Talansky    | Garmin-Sharp            | + 13' 19″    |  |
| 3.  | Michał Kwiatkowski | Omega Pharma-Quick Step | + 14' 39"    |  |
| 4.  | Romain Bardet      | Ag2r-La Mondiale        | + 22′ 22″    |  |
| 5.  | Tom Dumoulin       | Argos-Shimano           | + 1h 30′ 10″ |  |
| 6.  | Alexandre Geniez   | FDJ.fr                  | + 1h 33' 46″ |  |
| 7.  | Tejay van Garderen | BMC Racing Team         | + 1h 34' 37″ |  |
| 8.  | Alexis Vuillermoz  | Sojasun                 | + 1h 35′ 45″ |  |
| 9.  | Tony Gallopin      | RadioShack-Leopard      | + 1h 58' 39″ |  |
| 10. | Arthur Vichot      | FDJ.fr                  | + 2h 10' 46″ |  |

|     | Tim                     | Vrijeme      |  |
| --- | ----------------------- | ------------ |  |
| 1.  | Team Saxo-Tinkoff       | 251h 11' 07" |  |
| 2.  | Ag2r-La Mondiale        | + 8' 28″     |  |
| 3.  | RadioShack-Leopard      | + 9' 02″     |  |
| 4.  | Movistar Team           | + 22' 49″    |  |
| 5.  | Belkin Pro Cycling      | + 38' 30″    |  |
| 6.  | Kaćuša                  | + 1h 03' 48″ |  |
| 7.  | Euskaltel-Euskadi       | + 1h 30' 34″ |  |
| 8.  | Omega Pharma-Quick Step | + 1h 50' 25″ |  |
| 9.  | Team Sky                | + 1h 56' 42″ |  |
| 10. | Cofidis                 | + 2h 07' 11″ |  |